# 小口尖吻慈鯛
小口尖吻慈鯛（学名：Tropheops microstoma）為輻鰭魚綱鱸形目隆頭魚亞目慈鯛科的其中一種，被IUCN列為易危保育類動物，分布於非洲馬拉威湖流域，為特有種，體長可達9.8公分，棲息在底層水域，以藻類及無脊椎動物為食，生活習性不明，可做為觀賞魚。
其种加词“microstoma”意为“小口的”。